# Emmanuel Lafont
 (octobre 2021).
Le texte peut changer fréquemment, n’est peut-être pas à jour et peut manquer de recul. 
Le titre et la description de l'acte concerné reposent sur la qualification juridique retenue lors de la rédaction de l'article et peuvent évoluer en même temps que celle-ci.
Emmanuel Lafont, né le 26 octobre 1945 à Paris, est un prélat catholique français, évêque émérite de Cayenne.

## Biographie
Emmanuel Lafont est issu d'une famille de la bourgeoisie catholique de Touraine.
Avant-dernier d'une fratrie de 7 frères et sœurs, il est le fils de Louis Lafont, officier du Génie naval et ingénieur de l'armement, directeur de la Direction de la Famille du ministère de l'Intérieur du gouvernement de Vichy (1940), directeur des chantiers navals de l'Atlantique (Naval Group), et de Monique Bonnin de la Bonninière de Beaumont.
Il est l'oncle de plusieurs personnalités dont Antoine de Romanet de Beaune, évêque aux Armées, d'Augustin de Romanet de Beaune, PDG du Groupe ADP, et de Bruno Lafont, ex-PDG du Groupe LafargeHolcim.

### Formation
Emmanuel Lafont suit ses études au Collège Stanislas à Paris, puis à Notre-Dame-Sainte-Croix à Neuilly-sur-Seine. Après son baccalauréat, il formule le souhait d'entrer au séminaire.
Son père, fort de quelques relations amicales au Vatican, l'envoie à Rome. Il suit l'ensemble de son cursus à l'Université pontificale grégorienne de Rome, où il obtient une licence en théologie, et à l'Institut biblique pontifical où il obtient une licence en Écriture sainte. Il est témoin comme jeune séminariste de l'effervescence du Concile Vatican II (1962-1965).
Le 2 août 1970, il est ordonné prêtre pour l'archidiocèse de Tours.

### Principaux ministères

#### Prêtrise
De 1973 à 1974, il est d'abord membre de l'équipe sacerdotale de la paroisse Saint-François de Paule à Tours, puis après avoir été vicaire à Tours et aumônier de collèges de 1974 à 1977, il devient aumônier diocésain et régional de la Jeunesse ouvrière chrétienne de 1977 à 1983.
En 1983, il part, jusqu'en 1994, comme prêtre Fidei donum en Afrique du Sud pour le diocèse de Johannesbourg où il prend part à la lutte contre l'apartheid. Il y est alors curé de la paroisse Saint-Philippe Néri à Soweto, aumônier régional de la Jeunesse ouvrière chrétienne (JOC) et professeur de séminaire, puis vice-recteur au séminaire St Peter's de Pretoria de 1994 à 1996.
À son retour en France en 1997, il est nommé, jusqu'en 2002, directeur national des Œuvres pontificales missionnaires, secrétaire de la Commission épiscopale de la Mission universelle et du Comité épiscopal pour la Coopération missionnaire en France, puis curé de Langeais de 2003 à 2004.

#### Épiscopat
Nommé évêque de Cayenne le 18 juin 2004, il est consacré le 29 août 2004 en la cathédrale Saint-Sauveur de Cayenne, par Michel Méranville; ses co-consécrateurs sont Ernest Cabo et Louis Sankalé.
Le 27 novembre 2009, il est élu membre associé de l'Académie des sciences d'outre-mer.
Le 26 octobre 2020, date de son 75e anniversaire, Emmanuel Lafont remet sa charge épiscopale au pape François, qui l'accepte en un temps inhabituel.

#### Combat pour le maintien du régime concordataire
Le 4 octobre 2014, alors qu'Alain Tien-Liong (DVG) tente de mettre fin à la rétribution des prêtres par le conseil général de la Guyane, Lafont entame une grève de la faim « pour demander aux catholiques de financer leur Église ». L'évêque considère en effet « qu'il serait bon que l'Église renonce d'elle-même à un privilège plutôt que d'attendre qu'il lui soit enlevé » et ajoute : « on peut laisser tomber une loi en désuétude. Mais pas comme ça, par un oukase ». Le 1er janvier 2015, soit trois jours après que le tribunal administratif de Cayenne a sommé Alain Tien-Liong de « rétablir sans délai » le versement de cette rétribution, ce dernier prend un arrêté ordonnant la retraite d'office de l'évêque. Si l'arrêté n'est pas réglementaire, Lafont ne le conteste pas et continue d'exercer ses fonctions sans recevoir sa rémunération de la part du conseil général.
Éric Spitz, préfet de Guyane, considère quant à lui cet arrêté comme illégal.
En 2016, un accord tacite prévoit la prise en charge progressive de la rémunération des prêtres par le diocèse, au fur et à mesure des départs et arrivées de prêtres dans les paroisses.
En 2018, Lafont a indiqué à l'AFP que sur 43 prêtres exerçant leur ministère sur le territoire de Guyane, seuls 13 étaient encore à la charge de la collectivité territoriale.

#### Lutte contre l'apartheid
Dans les années 1980, alors prêtre Fidei donum, Emmanuel Lafont lutte contre l'apartheid en Afrique du Sud avec l'évêque anglican Desmond Tutu. À Soweto, il célèbre la messe en zoulou et en xhosa. Il défend les prisonniers politiques, les enfants des rues et la réouvertures des bâtiments d'enseignement.
À la suite de violences ayant fait 800 morts en septembre 1990, il suit une grève de la faim pendant treize jours. Il se rapproche de Winnie Mandela et rencontre Nelson Mandela cinq jours après sa libération en 1990.
Le 10 décembre 2013, à la suite de son invitation par le président François Hollande, il fait partie de la délégation présidentielle qui se rend à Johannesburg pour l'hommage officiel et international rendu à Nelson Mandela.

## Abus de faiblesse et harcèlement moral

### Premières accusations d'abus de faiblesse
Dès 2008, cinq prêtres – dont le vicaire général et le chancelier du diocèse – alertent le Vatican par un courrier envoyé au nonce apostolique aux Antilles : « Après avoir prié et réfléchi, nous nous sommes rendu compte que nous ne pouvions plus garder le silence. Il s’agit de mœurs financières, pastorales et sexuelles de notre évêque ».
Dans la suite de leur lettre, ils décrivent un diocèse très perturbé par cette situation : « Les chrétiens sont de moins en moins nombreux à s’engager au service de l’Église. D’autres déjà engagés démissionnent. Les recettes du diocèse diminuent fortement. Les prêtres sont divisés, car certains croient aux rumeurs, d’autres refusent de croire malgré les témoignages de personnes directement impliquées dans ces affaires ».
Un évêque enquêteur est alors envoyé par la Congrégation pour l’évangélisation des peuples, dicastère du Vatican qui a autorité sur le diocèse de Guyane. C’est à Jean Bonfils qu’est confiée la mission de tirer au clair les accusations portées contre Emmanuel Lafont.
Jean Bonfils reste onze jours sur place et entend 44 personnes, mais l'enquête canonique n'aura pas de conclusion. Jean Bonfils déclare au journal La Croix en 2021 qu'Emmanuel Lafont « était un ami de plus de vingt ans ».

### Procédures judiciaires
Fin 2008, Lafont décide d’affronter les prêtres qui l’ont accusé auprès du nonce apostolique et convoque tout son clergé à la maison des religieux spiritains, à Cayenne. En octobre 2020, il est accusé par un migrant haïtien d'avoir marchandé des relations sexuelles en l'échange de papiers d'argent et de biens. Le 18 mars 2021, le jeune homme porte officiellement plainte contre Lafont. Le procureur de Cayenne ouvre alors une enquête préliminaire pour « traite d’être humain aggravée », « aide au séjour irrégulier » et « abus de confiance aggravé »,
Le 2 avril 2021, une enquête canonique est ouverte à l'encontre d'Emmanuel Lafont par le Vatican. Elle fait suite à plusieurs plaintes au civil contre Emmanuel Lafont pour abus de faiblesse et harcèlement moral,. Le 9 avril 2021, le pape François décide de nommer Michel Dubost comme nouvel administrateur apostolique de Cayenne.
L'enquête canonique est menée par David Macaire, archevêque de Fort-de-France en Martinique et de la province ecclésiastique qui a autorité sur le diocèse de Cayenne.
En décembre 2022, les résultats de l'enquête canonique sont publiés : Emmanuel Lafont est interdit de toute activité pastorale, de porter ses insignes épiscopaux, et est assigné à résidence en métropole.

## Distinctions
- Officier de la Légion d'honneur - 2007[19]
- Officier de l'ordre national du Mérite - 1994

## Ouvrages
- A la découverte de la Bible (en collaboration), éd. Ouvrières, 1981.
- Le jubilé en actes (avec Noël Bouttier) éd. de l'Atelier, 2000.
- Le curé de Soweto (avec Jean Cormier) éd du Rocher 2011
- Jérémie, reviens ! : Ils sont devenus fous !, éd. Desclée de Brouwer, 2012,  (ISBN 978-2220064697).
- Prier 15 jours avec Nelson Mandela, éd. Nouvelle Cité, 2014.
- Prier 15 jours avec l'abbé Gaston Pineau, éd. Nouvelle cité, 2017.